# 裘恩教授席
裘恩教授席（Quain Professor）是設於英國倫敦大學學院中，四個不同科目的教授席。

## 歷史
理察‧裘恩於1832年至1850年於大學學院任解剖學教授。他在1887年去世，留下大部份遺產（約75,000鎊）予大學學院「以推廣和普及現代語文（特別是英文及英文寫作）和自然科學教育」。大學學院以他遺產設立教授席於四個不同科目，故此四教授席被命名為裘恩教授席以紀念裘恩教授的貢獻。
現時四個裘恩教授席分別為︰裘恩植物學教授（Quain Professor of Botany）、裘恩英語及文學教授（Quain Professor of English Language and Literature）、裘恩法理學教授（Quain Professor of Jurisprudence）及裘恩物理學教授（Quain Professor of Physics）。

## 裘恩植物學教授
- 弗朗西斯·沃尔·奥利弗 (1890-1925)
- 爱德华·詹姆斯·索尔兹伯里 (1929-1943)

## 裘恩英語及文學教授
- W. P. Ker (1889-1920)
- Raymond Wilson Chambers (1922-1949)
- Albert Hugh Smith (1949-1963)
- Randolph Quirk (1968-1981)

## 裘恩法理學教授[2]
- John Macdonell (judge)[3]（1901-1920）
- J. E. G. de Montmorency
- Sir Maurice Amos[4]（1932-1937）
- Glanville Williams
- 罗纳德·德沃金
- 杰拉德·柯亨

## 裘恩物理學教授
- 威廉·亨利·布拉格 (1915-1923)
- 爱德华·安德拉德 (1928-1950)
- Harrie Massey (1950-1972)
- Franz Heymann (1975-1987)
- John Finney (1993-1999)
- Gabriel Aeppli (2002至今)